# یواس‌اس ویساهیکون (۱۸۱۶)
یواس‌اس ویساهیکون (۱۸۱۶) (به انگلیسی: USS Wissahickon (1861)) یک کشتی است که طول آن ۱۵۸ فوت (۴۸ متر) می‌باشد. این کشتی در سال ۱۸۶۱ ساخته شد.